# Jimmy Fleming (Fußballspieler, 1952)
James „Jimmy“ Fleming (* 4. November 1952 in Tannochside) ist ein ehemaliger schottischer Fußballspieler.

## Karriere
Fleming kam als Jugendlicher von Bellshill Athletic zu Manchester United und gehörte dem Klub von März 1969 bis September 1970 als Apprentice (dt. Auszubildender) an. Der Mittelfeldakteur schaffte dort den Sprung in den Profibereich aber nicht. Im Juli 1971 wurde er von Carlisle United unter Vertrag genommen, kam für den Zweitligisten aber lediglich zu Saisonbeginn in einem Spiel um den Watney Cup zum Einsatz. Von Januar bis April 1972 wurde er an den Viertligisten AFC Barrow verliehen. Für Barrow stand er unter Trainer Jack Crompton am 15. April gegen Cambridge United (Endstand 0:1) in der Startelf, eine Woche später kam er per Einwechslung beim 2:0-Sieg gegen den AFC Workington nochmals zum Einsatz, die Partie sollte Barrows letzter Sieg in der Football League bleiben. Durch zwei Niederlagen rutschte die Mannschaft noch auf einen der vier letzten Plätze und verpasste anschließend in der Wiederwahl um den Ligaverbleib genügend Stimmen hinter sich zu versammeln. Fleming wurde von Carlisle derweil nicht über das Saisonende hinaus weiterverpflichtet und trat anschließend im höherklassigen Fußball nicht mehr in Erscheinung.